# Kybos limpidus
Kybos limpidus är en insektsart som först beskrevs av Wagner 1955.  Kybos limpidus ingår i släktet Kybos och familjen dvärgstritar. Arten är reproducerande i Sverige. Inga underarter finns listade i Catalogue of Life.